# 三木国綱
三木 国綱（みつき くにつな、天文15年（1546年） - 天正13年閏8月17日（1585年10月10日）は、戦国時代から安土桃山時代にかけての神官・武将。一宮国綱とも表記される。姉小路良頼の娘婿。飛騨山下城主。官途名は刑部大輔。入道三澤。

## 略歴
飛騨一宮水無神社の神官の一族だったが、姉小路氏の家臣となって良頼の娘婿となったことから、三木姓を名乗ることを許された。山下城を築城し居城とした。
天正13年（1585年）の金森長近による飛騨侵攻の際には、松倉城に籠城した。落城時に逃れ隠棲した。
のち領民と共に反旗を翻し、「三沢の乱」と呼ばれる一揆を引き起こした。一揆勢は金森可重の守備する山下城を攻めるが、逆に金森軍の反撃を受け国綱は戦死した。

## 人物・逸話
- 国綱は神官としても地元の住民に慕われていたとされる。三沢の乱では乱の頭として、牢人衆である江馬時政・鍋山利高・鍋山右近大夫や広瀬宗直等と共に一揆を行った[2]。
- 山下城の居館は国綱が築城した。1577年に築城された居館と、詰の城である背後の山城がある。山城頂上の番城からは三木姉小路氏の松倉城が見え、西の尾根には狼煙台があり、すなわち連絡の役割として築かれた。城跡には山下城址の石碑と夫婦松がある。
- 娘婿になるにあたり、水無神社神職の座は一族の森氏へ譲った。